# Kenneth Leask
Kenneth Leask (ur. 30 października 1896 w Southsea, zm. 24 kwietnia 1974 w Chalfont St Peter) – brytyjski as myśliwski okresu I wojny światowej. Odniósł 8 zwycięstw powietrznych.
Służbę w Royal Flying Corps rozpoczął w maju 1916 roku. Po służbie w dywizjonach No. 41 Squadron RAF, No. 42 Squadron RAF został przydzielony do No. 84 Squadron RAF jako dowódca eskadry. Od września 1917 roku powrócił do Francji. Pierwsze podwójne zwycięstwo powietrzne odniósł 21 października 1917 roku. Ostatnie ósme 23 maja 1918 roku. Z ośmiu zestrzelonych niemieckich samolotów wojskowych pięć to Albatros D.V. Kenneth Leask w czasie działań wojennych był zestrzelony trzy razy. Za każdym razem wychodził z opresji bez większych obrażeń.
Po zakończeniu wojny pozostał w Royal Air Force. Służył w Ministerstwie lotnictwa. Odszedł na emeryturę w stopniu generał broni Air Vice-Marshal 1 grudnia 1949 roku. Zginął wraz z żoną 24 kwietnia 1974 roku w wypadku samochodowym.